# Fernando Montiel
Fernando Montiel Martínez (Los Mochis, 1º marzo 1979) è un pugile messicano, attuale campione WBO dei pesi gallo.
Soprannominato Cochulito è stato anche campione WBO dei piuma e superpiuma.